# Gran Premio motociclistico di Francia 1960
Il Gran Premio motociclistico di Francia fu il primo appuntamento del motomondiale 1960.
Si svolse il 22 maggio 1960 sul circuito di Clermont-Ferrand. Tre le classi in programma: 350, 500 e sidecar. A queste gare se ne aggiunsero altre due senza validità iridata: una nazionale riservata alle classe 500 "sport" (vinta da Jean Tomesani su Triumph) e una internazionale per le 175 cc (vinta dallo spagnolo Marcelo Cama su Bultaco).
La gara della 350 vide la vittoria di Gary Hocking nonostante una caduta: il rhodesiano approfittò del problema alle candele occorso a John Surtees all'ultimo giro. Il britannico si rifece nella "mezzo litro", gara che vide la prima volta a punti nella classe regina di un centauro giapponese (Fumio Itō su BMW).
Nei sidecar, prima vittoria iridata di Helmut Fath.

## Classe 500

### Arrivati al traguardo
| Pos. | Pilota             | Moto      | Tempo        | Punti |
| ---- | ------------------ | --------- | ------------ | ----- |
| 1    | John Surtees       | MV Agusta | 1h 39' 21" 6 | 8     |
| 2    | Remo Venturi       | MV Agusta | +3' 01" 7    | 6     |
| 3    | Bob Brown          | Norton    | +1 giro      | 4     |
| 4    | Paddy Driver       | Norton    | +1 giro      | 3     |
| 5    | Ladi Richter       | Norton    | +1 giro      | 2     |
| 6    | Fumio Itō          | BMW       | +1 giro      | 1     |
| 7    | Hugh Anderson      | Norton    | +1 giro      |       |
| 8    | Robert Weston      | Norton    | +1 giro      |       |
| 9    | John Hempleman     | Norton    | +1 giro      |       |
| 10   | Jacques Insermini  | Norton    | +1 giro      |       |
| 11   | Hans-Günther Jäger | BMW       | +2 giri      |       |
| 12   | Jannie Stander     | Norton    | +2 giri      |       |
| 13   | Lothar John        | BMW       | +3 giri      |       |
| 14   | Jean-Pierre Bayle  | Norton    | +3 giri      |       |
| 15   | Fritz Kläger       | Horex     | +4 giri      |       |
| 16   | Antoine Paba       | Norton    | +5 giri      |       |
| 17   | Hans Schmidt       | Norton    | +10 giri     |       |
| 18   | Troncarelli        | Norton    | +12 giri     |       |

## Classe 350

### Arrivati al traguardo
| Pos. | Pilota            | Moto      | Tempo        | Punti |
| ---- | ----------------- | --------- | ------------ | ----- |
| 1    | Gary Hocking      | MV Agusta | 1h 20' 46" 7 | 8     |
| 2    | František Šťastný | Jawa      | +34" 3       | 6     |
| 3    | John Surtees      | MV Agusta | +53" 9       | 4     |
| 4    | Bob Brown         | Norton    | +1' 35" 5    | 3     |
| 5    | Paddy Driver      | Norton    | +1' 39" 3    | 2     |
| 6    | Frank Perris      | Norton    | +3' 53" 5    | 1     |

## Classe sidecar

### Arrivati al traguardo
| Pos | Pilota            | Passeggero        | Moto | Tempo | Punti |
| --- | ----------------- | ----------------- | ---- | ----- | ----- |
| 1   | Helmut Fath       | Alfred Wohlgemuth | BMW  |       | 8     |
| 2   | Fritz Scheidegger | Horst Burkhardt   | BMW  |       | 6     |
| 3   | Florian Camathias | John Chisnell     | BMW  |       | 4     |
| 4   | Max Deubel        | Horst Höhler      | BMW  |       | 3     |
| 5   | Edgar Strub       | Hilmar Cecco      | BMW  |       | 2     |
| 6   | Jo Rogliardo      | Marcel Godillot   | BMW  |       | 1     |

## Fonti e bibliografia
- Corriere dello Sport, 23 maggio 1960, pag. 9.
- Risultati della 500 su autosport.com, su autosport.com.